# Pointe-Calumet
Pointe-Calumet, antiguamente Pointe à Calumet, es un municipio perteneciente a la provincia de Quebec en Canadá. Está ubicado en el municipio regional de condado de Deux-Montagnes, en la región administrativa de Laurentides.

## Geografía
Pointe-Calumet se encuentra en la planicie del San Lorenzo en una punta al norte del lago de las Dos Montañas al oeste de Montreal. Limita al suroeste con Oka, al noroeste con Saint-Joseph-du-Lac, al noreste con Sainte-Marthe-sur-le-Lac y al sureste con el lago de las Dos Montañas. En la orilla opuesta del lago se encuentra la isla Bizard. Su superficie total es de 11,61 km², de los cuales 4,54 km² son tierra firme, una gran parte de la superficie total siendo en el lago de las Dos Montañas. La ribera del lago es una playa de arena.

## Urbanismo
El boulevard de la Chapelle y la rue André-Soucy (40e Rue) son vías importantes de la localidad.  La montée de la Baie y la 59e Rue dan acceso al chemin d’Oka ( QC 344 ) y a la autoroute des Mille-îles ( A 640 ). La ciclovía Route verte 1 (La Vagabonde) atraviesa el norte del territorio.

## Historia
El lugar, a época de Nueva Francia, forma parte del señorío de Lac-des-Deux-Montagnes. Era llamado Pointe à Calumet según un mapa del señorío de 1798. El nombre de calumet recuerda una reunión entre Abénakis de la île aux Tourtes y Mohawks de Sault-au- Récollet en 1720. La presencia de muchas playas en la ribera del lago (Pointe à Demers, plage Desjardins, plage Robert y plage du Country Club) y el ferrocarril permitieron el desarrollo del veraneo durante el siglo XX. El municipio de pueblo de Pointe-Calumet fue instituido en 1953 por separación de Saint-Joseph-du-Lac. El municipio de pueblo de Pointe-Calumet se volvió el municipio de Pointe-Calumet en 1996.

## Política
El consejo municipal se compone del alcalde y de seis consejeros representando seis consejeros representando seis distritos territoriales. El alcalde actual (2015) es Denis Gravel que sucedió a Jacques Séguin.
|                     | 2005-2009                       | 2009-2013                          | 2013-2017                       |
| Alcalde             | Jacques Séguin                  | Jacques Séguin* Denis Gravel**     | Denis Gravel                    |
| 1 - Pointe à Demers | Jean-Guy Lafaille               | Jean-Guy Lafaille*# Serge Bédard** | Serge Bédard                    |
| 2 - Centre          | Denis Gravel                    | Robert Kennedy#                    | Robert Kennedy                  |
| 3 - Sablière        | Alexander Tomeo                 | Alexander Tomeo#                   | Alexander Tomeo                 |
| 4 - André-Soucy     | Robert Beauchamp                | Robert Beauchamp#                  | Dominick Giguère                |
| 5 - Moisan          | Normand Clermont                | Normand Clermont#                  | Normand Clermont                |
| 6 - Paul-Sauvé      | Marie-Claude Galland Prud’homme | Marie-Claude Galland Prud’homme#   | Marie-Claude Galland Prud’homme |

* Al inicio del termo pero no al fin.  ** Al fin del termo pero no al inicio.  # En el partido del alcalde (2009).
A nivel supralocal, Pointe-Calumet forma parte del MRC de Deux-Montagnes. El territorio del municipio está ubicado en la circunscripción electoral de Mirabel a nivel provincial y de Mirabel a nivel federal también. Estaba incluido en Argenteuil—Papineau—Mirabel a nivel federal antes de 2015.

## Demografía
Según el censo de Canadá de 2011, Pointe-Calumet contaba con 6396 habitantes. La densidad de población estaba de 1382,4 hab./km². Entre 2006 y 2011 hubo una disminución de 178 habitantes (2,7 %). En 2011, el número total de inmuebles particulares era de 2636, de los cuales 2539 estaban ocupados por residentes habituales, otros siendo desocupados o residencias secundarias.
Evolución de la población total, 1991-2015